# マラリンガ

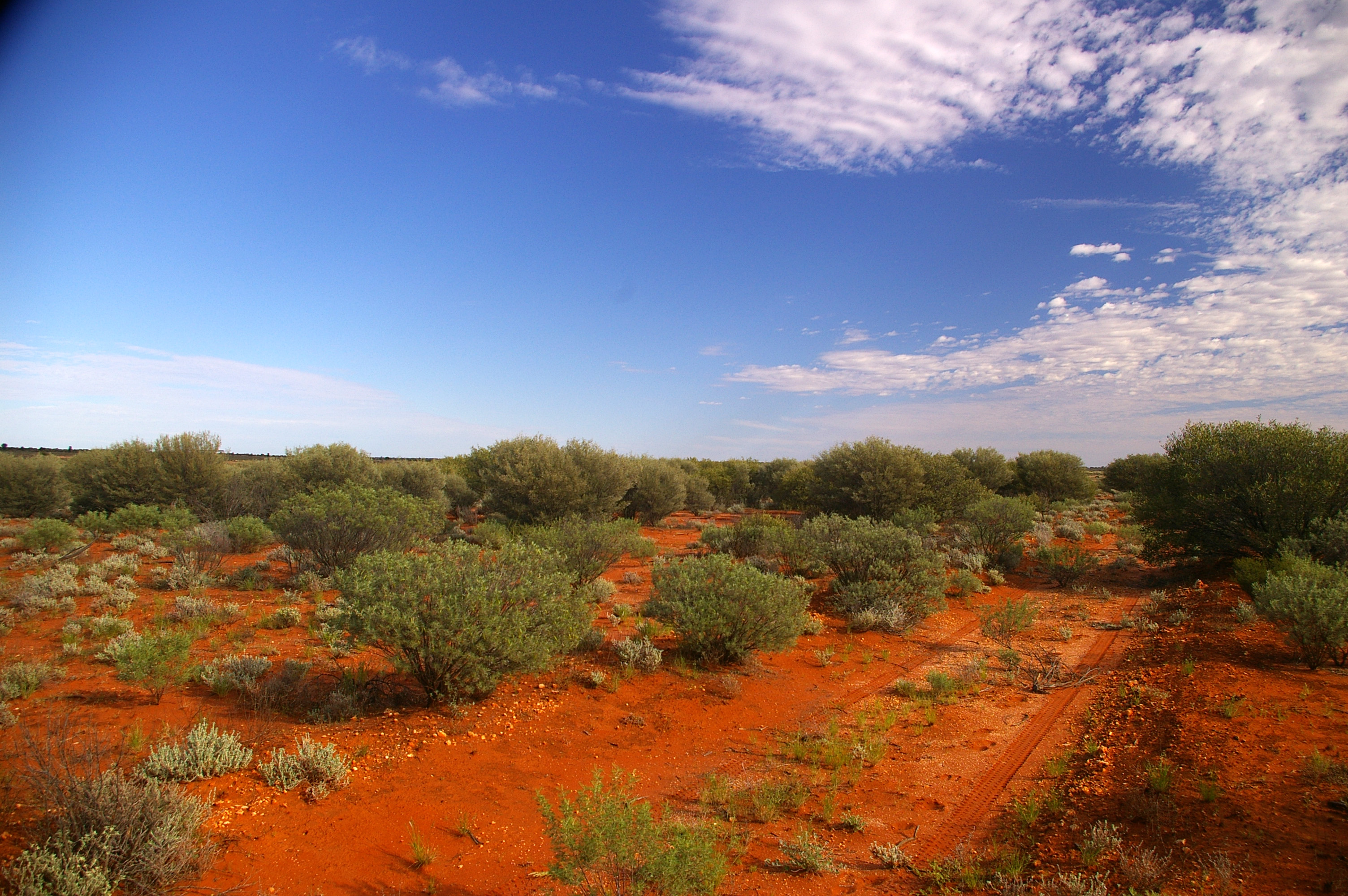
オーストラリア・南オーストラリア州・マラリンガ

マラリンガからエミュー・フィールド（Emu）への道

マラリンガ（ 英語: Maralinga）はオーストラリア・南オーストラリア州の遠隔西部にある土地名で、1950年代半ばにイギリス核実験（アントラー作戦など）の核実験場（面積が約3,300平方キロメートル）であった。
1985年1月、アボリジニのオーストラリア人であるマラリンガチャルチャ（Maralinga Tjarutja）が住むピチャンチャチャラ（Pitjantjatjara）南部の一部の土地にネイティブタイトル（Native title）が付与されたが、ほぼ同時にマクレランド王立委員会（McClelland Royal Commission）は一部のサイトで核実験による重大な放射能汚染を特定した。
イギリスとオーストラリアの政府間の合意の下で、1995年にマラリンガの人々が土地に再定住する前に、サイトを除染するための努力がなされた。学校を含む主要なコミュニティはオークバレー（Oak Valley）である。除染を2回試みたにもかかわらず、地面の一部が汚染されているという懸念がまだある。

## 参照項目
- 核実験場
- エミュー・フィールド (Emu Field, South Australia)